# Postmarxisme
Postmarxisme is de antikapitalistische maatschappijkritiek die geworteld is in het denken van Karl Marx, maar die het theoretische kader van het marxisme overstijgt. Het postmarxisme wordt geassocieerd met het poststructuralisme en kenmerkt zich door een nadruk op pluriforme machtsuitoefening door het kapitaal en op subjectiviteit.
Filosofisch gezien werkt postmarxisme essentialisme tegen (bijvoorbeeld de staat is niet een instrument dat eenduidig en autonoom 'functioneert' ten behoeve van de belangen van één bepaalde klasse).
Postmarxisme dateert uit de late jaren 60. De ontwikkeling ervan werd beïnvloed door verschillende ontwikkelingen en gebeurtenissen van die periode. De zwakte van het Russische communistische Sovjetmodel werd duidelijk buiten de Sovjet-Unie. Dit gebeurde gelijktijdig met de internationale studentenrellen in 1968, opkomst van de maoïstische theorie, en de komst van commerciële televisie, die in haar uitzendingen de Vietnamoorlog behandelde.

## Geassocieerde denkers
- Michael Albert
- Alain Badiou
- Jean Baudrillard
- Zygmunt Bauman
- Gilles Deleuze
- Michel Foucault
- Félix Guattari
- Jürgen Habermas
- Ernesto Laclau
- Jean-François Lyotard
- Chantal Mouffe
- Antonio Negri
- Alain Touraine
- Slavoj Žižek